# Carl Ryder
Carl Hartvig Ryder (født 12. september 1858 i København, død samme sted 3. maj 1923) var en dansk søofficer og grønlandsforsker.
Carl Ryder blev den 15. oktober 1888 gift med Ida Caroline Helene Clara Wolff (1864–1933). Deres datter Ulla Ingrid blev født 1896.
Ryder, som blev sekundløjtnant 1879 og kaptajn 1897, deltog 1882–1883 i Adam Paulsens meteorologiske ekspedition till Godthaab og ledede fra 1886 til 1887 en ekspedition til den nordligste del af Vestgrønland. Derefter foreslog han en undersøgelse af Grønlands ukendte østkyst mellem Scoresby Sund og Angmagssalik og ledede denne undersøgelse 1891–1892 med det norske sælfangerskib Hekla. Da fartøjet, som på grund af dårligt vejr, ikke kunne nå land ved Kap Stewart i Scoresby Sund, gik det i vinterkvarter ved Danmark Ø, 160 kilometer fra fjordens munding, for så tidigt som muligt det følgende år at få fartøjet ud til fjordmundingen. Men først den 8. august kunne det forlade sit kvarter, og uovervindelige isforhindringer umuliggjorde landsætning af ekspeditionen syd for Scoresby Sund.
Skønt ekspeditionens mål dermed ikke blev gennemført, blev der hentet et rigt videnskabeligt udbytte hjem fra undersøgelsen af hele det store fjordkompleks (offentliggjort i "Meddelelser om Grønland", XVII–XIX). Ryder blev i 1902 leder af Marineministeriets admiralitetskontor og i 1907 direktør for Meteorologisk Institut. Han beskæftigede sig skriftligt med et par arktiske emner, herunder Oversigt over Isforholdene i Nordhavet i Aarene 1877–92 (i " Tidsskrift for Søvæsen " 1896) og Nogle Undersøgelser om Havstrømme mellem Norge, Skotland og Grønland ( i "Nautisk-meteorologisk Aarbog" , 1901).
1893 foretog Ryder med skonnerten Diana en ekspedition til Island og Færøerne. I de følgende år havde han kommandoen over forskellige skibe. 1895 var han kaptajn på kanonbåden Lille Bælt. 1897 til 1899 var han kaptajn på postdamperen til Island, og 1901 befalede han kanonbåden Falster og fra 1901 til 1902 panserdækskrydseren Valkyrien til Dansk Vestindien.
Fra 1902 til 1907 var Ryder stabschef i marineministeriet og til sin død i 1923 direktør for Meteorologisk Institut. Han moderniserede disse institutioner og deltog aktivt i det internationale samarbejde om meteorologi.

## Udmærkelser
- Riddekorset (1901) og Kommandør af anden Klasse (1913), Dannebrogordenens ærestegn.

## Skrifter (udvalg)
- Om premierlieutenant C. Ryders iagttagelser over nordlyset i Upernivik, vinteren 1886–1887 (= Meddelelser om Grønland, Band 8, 1888
- Fra Krydseren „Fylla“s Togt til Island 1888. In: Geografisk Tidsskrift. Band 10, 1889–1890, S. 95–102
- Grønlænderen Hans Hendrik. In: Geografisk Tidsskrift. Band 10, 1889–1890, S. 140–143 )
- Den Østgrønlandske Expedition udført i Aarene 1891–92 under Ledelse af C. Ryder, Første del (= Meddelelser om Grønland, bind 17, 1895
- Den Østgrønlandske Expedition udført i Aarene 1891–92 under Ledelse af C. Ryder, Anden del (= Meddelelser om Grønland, bind 18, 1896
- Den Østgrønlandske Expedition udført i Aarene 1891–92 under Ledelse af C. Ryder, Tredie del (= Meddelelser om Grønland, bind 19, 1896